# Francisca Josefa Centurión y Mesía
Francisca Josefa Centurión y Mesía   (Estepa, 13 d'abril de 1670 - Madrid, 1722) va ser una noble espanyola.
Va néixer a Estepa el 13 d'abril de 1670. Era filla de Cecilio Francisco Centurión, IV marquès d'Estepa, i de Luisa Antonia Mesía y Portocarrero, de la casa dels comtes de Medellín. Per dret propi va ostentar els títol de marquesa d'Armunia, marquesa de la Guardia i comtessa de San Esteban. Tanmateix, no va poder succeir en la Casa d'Estepa, que funcionava per agnació rigorosa.
Va casar-se en primeres núpcies l'11 de març de 1689 a Madrid amb Salvador de Castro y Portugal, fill dels comtes de Lemos i virreis del Perú. D'aquest matrimoni va tenir tres filles. Va quedar vídua aviat, el 1694, i el 4 de setembre de 1695 es va casar en segones núpcies amb Juan Antonio de Palafox y Zúñiga, V marquès d'Ariza, amb qui també va tenir diversos fills.
Va morir a Madrid el 1722 i va ser enterrada a l'església de Sant Felip Neri de la capital.